# Van Meter (Iowa)
Van Meter es una ciudad ubicada en el condado de Dallas en el estado estadounidense de Iowa. En el Censo de 2010 tenía una población de 1016 habitantes y una densidad poblacional de 302,69 personas por km².

## Geografía
Van Meter se encuentra ubicada en las coordenadas 41°31′28″N 93°57′5″O / 41.52444, -93.95139. Según la Oficina del Censo de los Estados Unidos, Van Meter tiene una superficie total de 3.36 km², de la cual 3.31 km² corresponden a tierra firme y (1.39%) 0.05 km² es agua.

## Demografía
Según el censo de 2010, había 1016 personas residiendo en Van Meter. La densidad de población era de 302,69 hab./km². De los 1016 habitantes, Van Meter estaba compuesto por el 97.93% blancos, el 0.2% eran afroamericanos, el 0.2% eran amerindios, el 0.59% eran asiáticos, el 0% eran isleños del Pacífico, el 0% eran de otras razas y el 1.08% pertenecían a dos o más razas. Del total de la población el 0.59% eran hispanos o latinos de cualquier raza.